# Barnafoss
La Barnafoss est une cascade d'Islande. Cette chute d'eau se trouve en amont des cascades Hraunfossar, sur la rivière Hvítá dans la région du champ de lave Hallmundarhraun. Elle fait partie du cercle d'argent.

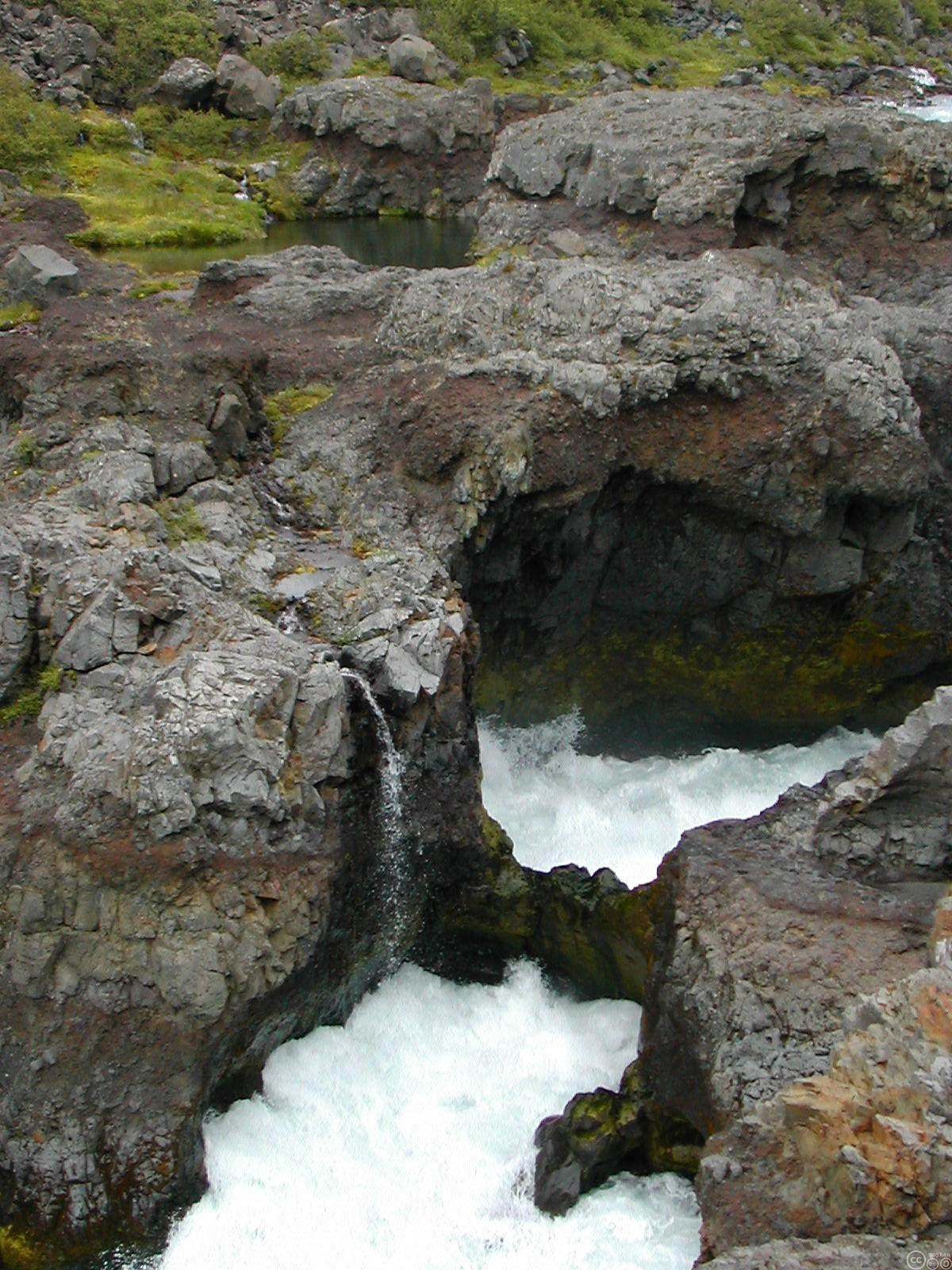
Vue de dessus sur la chute.

## Histoire
Barnafoss signifie la chute des enfants, ce nom provient d'une histoire locale : le jour de Noël, les enfants de la famille Hraunsás étaient restés seuls chez eux pendant que leurs parents se rendaient à la messe. Les enfants s'en furent jouer sur l'arche de pierre qui enjambait la rivière, tombèrent dans la chute et se noyèrent. Apprenant l'accident, la mère fit alors abattre ce pont naturel.

## Particularité
La rivière à cet endroit a la particularité de passer sous une arche de pierre qui se situe juste au niveau de l'eau, formant ainsi de puissants remous.